# Janne Mortil
Janne Mortil est une actrice canadienne. 

## Biographie
Ayant commencé sa carrière enfant, elle a joué dans de nombreuses séries télévisées comme X-Files, Poltergeist : Les Aventuriers du surnaturel ou  Les Chemins de l'étrange. Elle est connue pour le rôle de Madeleine Astor, qu'elle a joué dans la mini-série Le Titanic (1996), avec Catherine Zeta-Jones. 
Au cinéma, elle joua notamment dans Le Clan de la caverne des ours (1986) et dans  Les Quatre Filles du docteur March (1994).
Elle a été nommée en 1996 au Gemini Award de la meilleure actrice dans un second rôle pour sa prestation dans la série Side Effects (en).

## Filmographie

### Cinéma
- 1980 : L'Enfant du diable : Linda Grey
- 1986 : Le Clan de la caverne des ours : Ovra
- 1986 : Fire with Fire : fille de l'école
- 1987 : Malone, un tueur en enfer : Helen
- 1991 : Chaindance : Loni
- 1994 : Whale Music : Star
- 1994 : Tokyo Cowboy : Shelly
- 1994 : Les Quatre Filles du docteur March : Sally Moffat
- 2002 : Hyper Noël : La mère de Pamela
- 2003 : The hitcher II - Retour en enfer : Sergent Kibble

### Télévision

#### Téléfilms
- 1987 : Double Trahison : Lisa
- 1988 : Nightmare at Bittercreek : Tracy Senia
- 1991 : Silent Motive
- 1992 : Death by Moonlight: Bomber Command : Mary 'Bubbles' Moore
- 1992 : A Killer Among Friends : Kathy Pearl
- 1993 : Au-delà de la décence : Christina 'Chrissy' Farrow Berezuk
- 1995 : Amy et Johnny : Angie
- 1995 : Danielle Steel: Naissances : Nancy
- 1996 : Rossini's Ghost : Martina
- 1997 : Contamination (Contagious) : Judith

#### Séries télévisées
- 1980 : Huckleberry Finn and His Friends (3 épisodes) : Susie Harper
- 1983 : The Beachcombers (2 épisodes)
- 1987 : Cap Danger (1 épisode) : Brenda
- 1987 : Le Voyageur (1 épisode)
- 1987 : Trying Time (1 épisode)
- 1990 : Mom PI (en) (1 épisode)
- 1990 : 21 Jump Street (4 épisodes) : Diane
- 1990 : Le Ranch de l'espoir (1 épisode) : Charlene
- 1991 : Mon plus beau secret (1 épisode) : Linda Blane
- 1991 - 1992 : Street Justice (11 épisodes) : Détective Tricia Kelsey
- 1992 : Ray Bradbury présente (1 épisode)
- 1993 : Au Nord du 60e (3 épisodes) : Leslie Baxter
- 1994 - 1996 : Side Effects (en) (29 épisodes) : Michelle Dupont
- 1995 : X-Files (1 épisode) : Mona Wustner
- 1996 : Poltergeist : Les Aventuriers du surnaturel (1 épisode) : Sarah
- 1996 : Two (1 épisode) : Patty
- 1996 : Viper (1 épisode) : Evie
- 1996 : Le Titanic (mini-série) (2 épisodes) : Madeleine Astor
- 2000 : Da Vinci's Inquest : Melanie Stone
- 2000 : Cold Squad, brigade spéciale (1 épisode) : Colleen Walsh
- 2001 : Les Chemins de l'étrange (1 épisode)
- 2017 : Suits, avocats sur mesure (1 épisode) : La juge
- 2018 : The Romanoffs (1 épisode) : Gloria